# Tarot animal

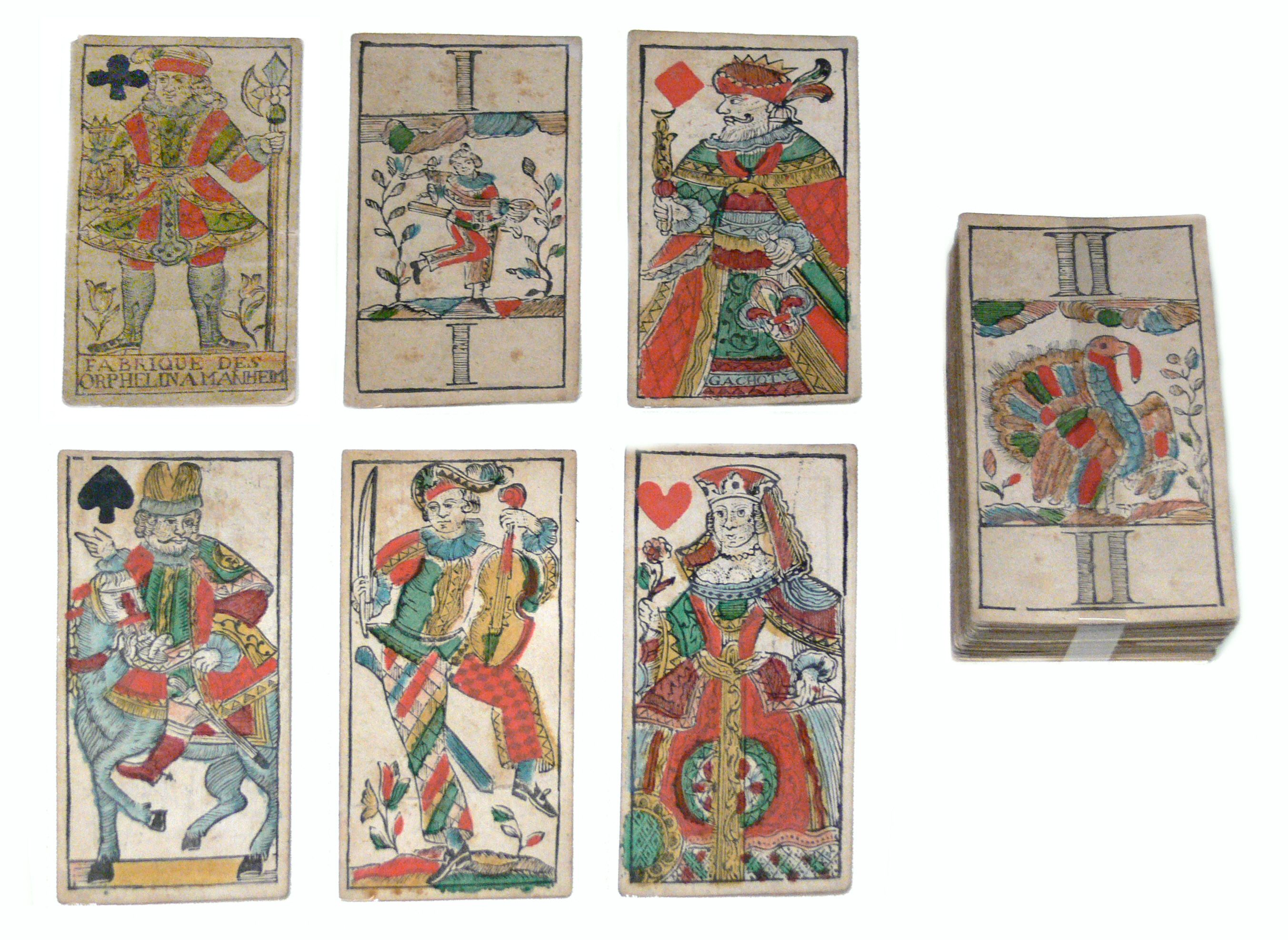
Tiertarock rus del, fet a Mannheim.

El dels Tarots Animals (alemany: Tiertarock) és un subgènere de les baralles de tarot molt comú al nord d'Europa, de Bèlgica a Rússia. La temàtica animal, ja sigui real o fantàstica, reemplaça les escenes tradicionals dels trumfos trobades als estils italians i francesos com el Tarot Bolonyès o el Tarot de Marsella. LSküs toca un instrument musical mentre el Pagat és representat com un Hanswurst, un personatge de carnaval. Aquests constitueixen la primera generació de dissenys francesos. Abans de la seva introducció, els jocs de cartes de tarot es limitaven a Itàlia, França i Suïssa. Durant el segle xvii, la popularitat del joc en aquests tres països minvà i fou oblidat en moltes regions. La ràpida expansió del joc per tot el Sacre Imperi Romanogermànic i Escandinàvia després de l'aparició dels tarots animals no pot ser una coincidència. En el segle xix, la major part dels tarots animals foren reemplaçats per tarots amb escenes de temàtica costumista, de vedutismo, d'òpera, d'arquitectura o etnològica, com lIndustrie und Glück d'Àustria-Hongria.

## Figures simples

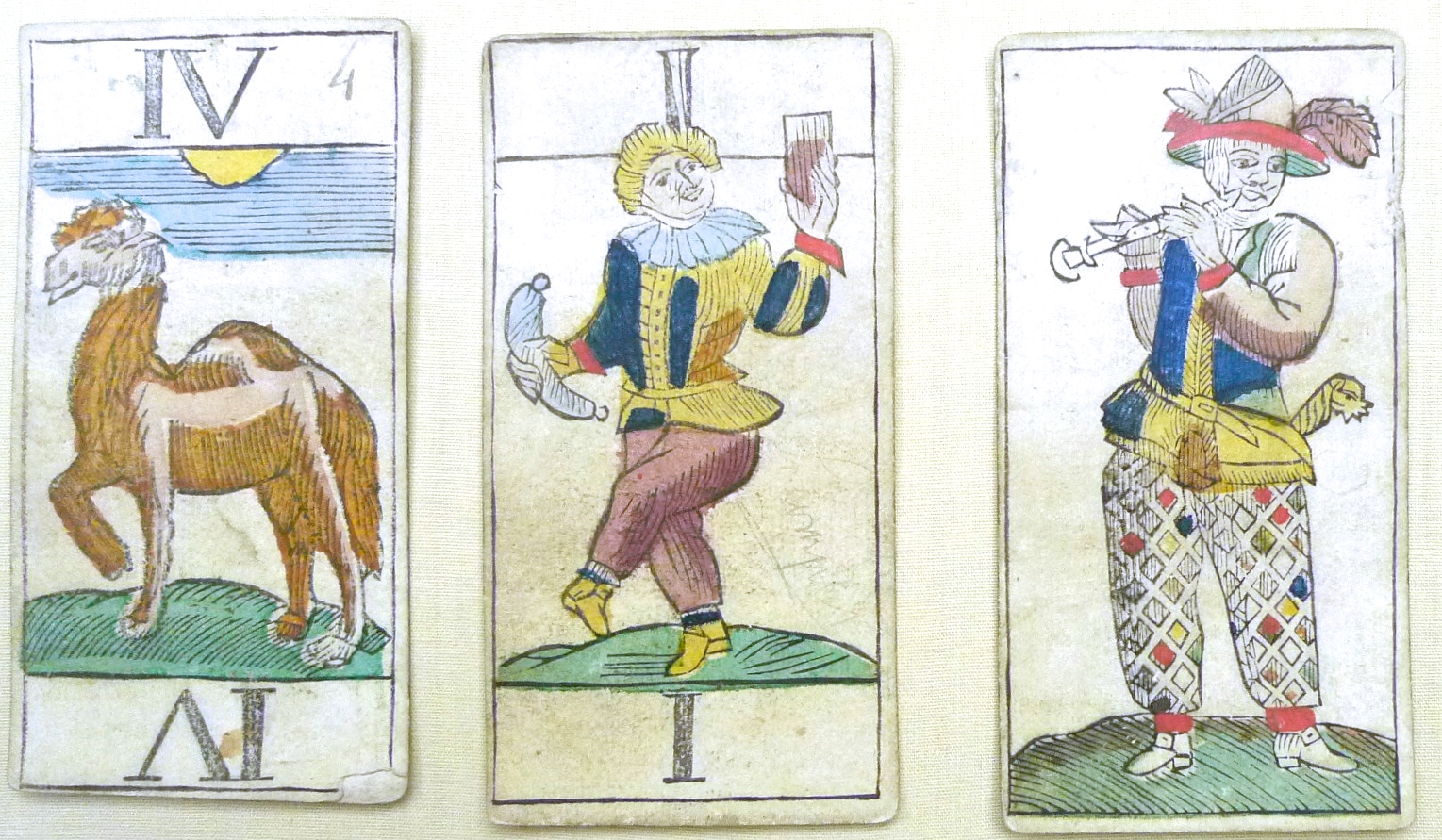
Tarot animal belga

Després de ser introduït d'Alsàcia, el disseny de Marsella se seguí a Alemanya fins a principis de 1720 però com que no tenia la popularitat que l'alemany no apareix als manuals fins passat 1750. Els primers tarots animals, amb les figures de disseny lionès, foren elaborats al voltant de 1740 a Estrasburg, i més tard a Alemanya, Bèlgica i Suècia, fins a principis del segle xix. Els trumfos animals d'aquest primer disseny foren imitats per altres fabricants més tardans, tot que l'ordre que seguien s'anà modificant.
El tarot animal bavarès fou dissenyat per Andreas Benedict Göbl de Múnic, al voltant de 1765. Va reemplaçar el disseny lionès de les figures per la versió bavaresa del model de París. Encara que àmpliament copiat, va desaparèixer a principis del segle xix. També fou el tarot animal més estès, amb una versió especial produïda per a exportar a Rússia.
El tarot animal belga té els mateixos trumfos que els altres, però pel que fa a les figures només té les reines i els reis, aquests darrers envoltats en capes. Tot i que dissenyat a Alemanya i utilitzat també a Dinamarca, adquirí el seu nom a causa de la seva longevitat a Bèlgica, que durà fins a finals del segle xix. No s'ha de confondre amb l'estil de tarot franco-belga, que aparegué a Rouen a voltants de 1740 i que durà fins a principis del segle xix.

## Figures reversibles

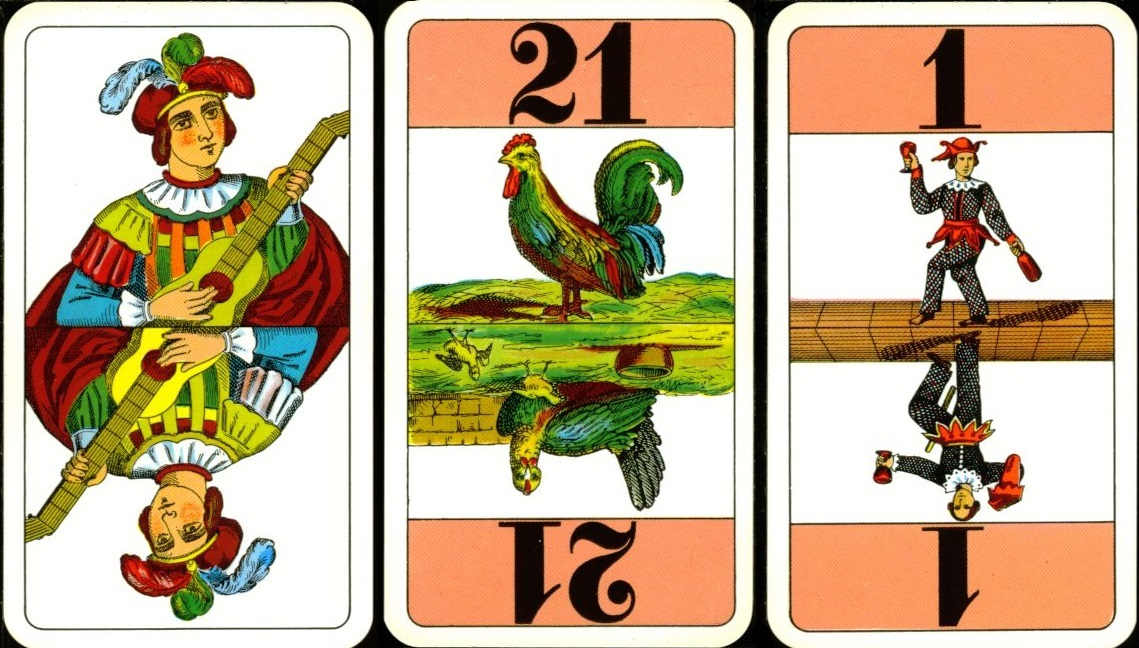
Adler-Cego

Al voltant 1800, arribaren nous dissenys amb figures i trumfos reversibles. Les baralles de l'Alta Àustria, de Tirol, la bàltica i la Adler-Cego comparteixen característiques de disseny, essent versions reversibles del patró bavarès de París. El que més ha durat encara es fa servir de manera comuna a la Selva Negra.  